# McNair-Brücke
Die McNair-Brücke, vollständiger Name Lt.Gen. Lesley McNair Bridge, im Volksmund Tausendfüßler-Brücke genannt, war in der unmittelbaren Nachkriegszeit eine Behelfsbrücke über den Rhein in Köln.

## Vorgeschichte
Nachdem die 1. US-Armee im Rahmen der Operation Lumberjack die Stadt am 5. März 1945 erreicht hatte und am 6. März 1945 deutsche Pioniere mit der Hohenzollernbrücke die letzte intakte Kölner Rheinbrücke gesprengt hatten, erreichten am 14. April 1945 Panzertruppen der US-Armee, die bei Remagen (Brücke von Remagen) den Rhein überquert hatten, Köln-Porz und besetzen später vollständig die rechtsrheinischen Stadtteile. Die US-Armee überquerte zuerst mit Hilfe einer Ponton-Brücke, der Amerikaner-Brücke südlich der Südbrücke zwischen den Stadtteilen Poll und Bayenthal  den Rhein. Diese erwies sich aber als nicht ausreichend.

## Baugeschichte
Am 21. April 1945 wurde aufgrund der mangelnden Möglichkeiten für eine Rheinüberquerung mit dem Bau einer zweiten Behelfsbrücke begonnen. Diese war eine Pfahljochbrücke, die neben der zerstörten Deutzer Hängebrücke von der 1057th Port Construction Group der US-Armee errichtet wurde. Die Brücke enthielt auch Leitungen zur Versorgung der Kölner Altstadt mit Wasser und Strom aus den rechtsrheinischen Vororten. Die McNair-Brücke wurde am 24. Mai 1945 fertiggestellt und eingeweiht. Sie wurde nach Lesley J. McNair benannt, einem im Juli 1944 in Frankreich ums Leben gekommenen US-General.
Anfangs war die Brücke nur für Militärangehörige vorgesehen. Durch den großen Zuzug von Heimkehrern und Flüchtlingen wurde die Brücke auch für Zivilisten geöffnet, die sich jedoch vor Überquerung der Brücke in speziell eingerichteten Entlausungsstationen mit DDT-Pulver bestäuben lassen mussten.
Wegen Auskolkung der Holzpfähle musste die Brücke Anfang 1946 für den Fahrverkehr gesperrt werden. Ab September desselben Jahres wurde sie gar nicht mehr genutzt und danach umgehend demontiert.

## Standort
Die McNair-Brücke stand neben der zerstörten Deutzer Hängebrücke in der Nähe des Rheinkilometers 688 und verband die Kölner Altstadt mit dem rechtsrheinischen Stadtteil Deutz.